# Halovo
Halovo (cyr. Халово) – wieś w Serbii, w okręgu zajeczarskim, w mieście Zaječar. W 2011 roku liczyła 707 mieszkańców.